# Уремія

Хімічна структура сечовини

Уремія (от дав.-грец. οὖρον — сеча та αἷμα — кров) — гостре або хронічне самоотруєння організму, зумовлене нирковою недостатністю; накопиченням в крові головним чином токсичних продуктів азотного обміну (азотемія), порушенням кислотно-основного і осмотичного балансу. Уремію слід вважати також клінічним синдромом. У випадку розвитку гострої уремії це розглядають також як невідкладний стан. Уремія не є самостійною хворобою, вона завжди виникає на тлі якоїсь хвороби як ускладнюючий її фактор.
Оскільки затримка і накопичення азотистих продуктів є постійними ознаками уремії, то її називають азотемічною (справжня уремія). Також накопичуються ортофосфатна, сірчана (сульфатна) та щавлева кислоти.

## Клінічні ознаки
На ранніх етапах виникає анорексія і млявість, пізніше страждають мнестичні функції, наростання веде до утворення коми. Інші прояви уремії — втома, нудота, блювання, ломота в тілі, свербіж, задишка і судоми. Уремія може також призвести до уремічного перикардиту. Уремія супроводжується також порушеннями центральної нервової системи (ЦНС): хворий відчуває апатію, слабкість, швидко стомлюється. Температура тіла у хворих на уремію, як правило, не піднімається вище 35 °C. Уремія може також призвести до зниження периферичної конверсії тироксину (Т4) в трийодтиронін (Т3), спричинюючи функціональний гіпотиреоїдний стан.
Уремія в більшості випадків є наслідком ниркової недостатності, її ознаки і симптоми часто виникають одночасно з іншими ознаками та симптомами ниркової недостатності, наприклад, артеріальною гіпертензією чи анемією.

## Етіологія
- порушення ниркової гемодинаміки (шок, колапс, тощо);
- різні екзогенні інтоксикації (отруєння сулемою, чотирьоххлористим вуглецем, дихлоретаном, сполуками вісмута, миш'яка, отруйними грибами; укуси змій, тощо);
- алергійно-токсичні впливи (сульфаніламіди, антибіотики, рентгенконтрастні речовини, тощо);
- деякі інфекційні захворювання (геморагічна гарячка з нирковим синдромом, лептоспіроз, тощо);
- гострі захворювання нирок;
- обструкція сечових шляхів;
- ускладнення еклампсії та інших захворювань.

Виділяють дві основні клінічні форми уремії: гостру та хронічну. Причиною гострої уремії, може бути гостра ниркова недостатність через порушення у системі кровообігу, шок, травми, а також внаслідок тяжких опіків, отруєнь. Гостра ниркова недостатність є умовно виліковною. Хронічна ниркова недостатність розвивається повільно і є наслідком незворотних процесів згасання функцій паренхіматозної тканини нирок. Крім того, уремія може виникнути на фоні хронічного нефриту, непрохідності сечовивідних шляхів, закупорки судин нирок.

## Діагностика
Детальні та точні тести дозволять визначити тип уремії: гостра чи хронічна. У випадках гострої уремії, причини можуть бути знайдені та усунені, що може призвести до відновлення нормальної функції нирок.

### Аналіз крові
Головним методом обстеження при діагностиці уремії є біохімічний аналіз крові, під час якого визначають рівень азотовмісних продуктів обміну, остаточного азоту крові, сечовини, креатиніну і сечової кислоти, а також концентрація основних електролітів (натрію, калію, магнію, кальцію). Для визначення розладів обміну органічних речовин досліджують вміст білків і їх фракції, ліпідів і глюкози.

### Аналізи сечі
Використовують 24 годинний збір сечі для визначення кліренсу креатиніну. Зміни в складі сечі при уремії мало характерні. При деяких хронічних ниркових захворюваннях, що спричинили уремію, сеча є світло-жовтою з малою кількістю сечовини і пігментів. При хронічному пієлонефриті часто визначають серйозні зміни — значна лейкоцитурія, підвищена кількість різних циліндрів, зміни питомої ваги сечі, тощо.

## Лікування
При недостатності, що розвивається, основним методом лікування є гемодіаліз. При встановленні діагнозу хронічного ураження нирок досить ефективною визнають ниркова трансплантація, а вчасно призначений гемодіаліз створює необхідні умови для вдалого проведення операції.

## Профілактика
Профілактикою уремії є своєчасне лікування хвороб нирок і сечопровідних шляхів, інтоксикацій і гострих інфекцій. Істотним є пошук маркерів гетерозиготного носійства патології, а також антенатальна діагностика вад розвитку органів сечової системи.

## Відомі люди, які хворіли на уремію
- Тихо Браге
- Стефан Баторій
- Петро I
- Жан-Жак Руссо
- Михайло Булгаков
- Джек Лондон
- Луї Пастер
- Дейл Карнегі
- Джин Харлоу
- Сара Бернар
- Юрій Андропов